# محمد الظاهري
محمد سالم الظاهري (مواليد 16 يناير 1991، لاعب كرة قدم إماراتي يجيد اللعب في الظهير الأيسر.

## مسيرة اللاعب
لعب مع نادي العين ونادي الوصل ونادي الوحدة ونادي الشارقة ونادي الفجيرة ونادي دبا الفجيرة ونادي مصفوت و احترف في نادي الديوانية العراقي في عام 2022.

## روابط خارجية
- محمد الظاهري على موقع Soccerway.com (الإنجليزية)